# Historie ochrany přírody Brd
Ochrana přírody pohoří Brdy, součásti Brdské vrchoviny, má stoletou historii. Neobývaná lesnatá krajina je v současnosti chráněna v rozsáhlé Chráněné krajinné oblasti Brdy, kterou doplňují v okrajových částech přírodní park Třemšín, přírodní park Trhoň a na severovýchodním okraji přírodní park Hřebeny.

## Záměr na vyhlášení národního parku
Již v roce 1921 přišla skupina poslanců Sněmovny s návrhem vyhlásit v Brdech národní park. Návrh přijat nebyl a naopak v roce 1926 vláda ČSR rozhodla o zřízení dělostřelecké střelnice, z té se později stal vojenský újezd Brdy.

## Jižní část Brd
Tzv. Jižní Brdy odpovídající Třemšínské vrchovině a nacházející se jižně od silnice I/19 nebyly součástí vojenských prostorů a historie ochrany přírody v nich je odlišná. První přírodní rezervací se staly Chynínské buky, které byly vyhlášeny rozhodnutím Ministerstva školství a národní osvěty v roce 1933 na ochranu původních, nedotčených bučin. Od roku 1955 je vyhlášena rezervace Fajmanovy skály a Klenky s reliktními bory a jedlobučinami a rezervace Kokšín se zbytky květnatých bučin a jedlobučin. V roce 1964 byla vyhlášena přírodní památka Hřebenec se skalním hřbetem, kamenným mořem a reliktním borem. O dva roky později byla vyhlášena rezervace Na skalách s bukojedlovým porostem a přírodní památka Třemešný vrch s hojným lýkovcem jedovatým (Daphne mezereum) a zbytky původního svahového lesa. Současně byla v roce 1966 vyhlášena dvojice rezervací Getsemanka I. a II. s fragmenty přirozených porostů horských bučin, olšin a suťových lesů; od roku 2013 jsou rezervace spojeny pod názvem Getsemanka v jedinou. Posledním maloplošným chráněným územím se v roce 1990 stala přírodní památka Míšovské buky se zbytkem kyselé bukové bučiny a jedlobučiny.
V devadesátých letech 20. století byly vyhlášeny přírodní parky: na části ležící v Plzeňském kraji v roce 1992 Přírodní park Brdy a na části ležící ve Středočeském kraji v roce 1997 Přírodní park Třemšín. CHKO Brdy vznikla na jejich území, přičemž Přírodní park Brdy zanikl a Přírodní park Třemšín se zmenšil.

## Úvahy o zrušení vojenského újezdu
O záměru na zrušení vojenského újezdu a o případné formě ochrany přírodního území se znovu začalo diskutovat v souvislosti se zrušením vojenských prostorů Ralsko, Mladá a Dobrá Voda začátkem 90. let 20. století. V té době odbor životního prostředí okresního národního výboru v Příbrami navrhl vyhlášení CHKO Brdy a zahájil v té věci řadu aktivit. Výsledkem zvýšeného zájmu o poznání Brd bylo několik odborných konferencí a dosud asi nejkomplexnější odborná publikace na toto téma – v roce 2005 kniha Střední Brdy autorského kolektivu pod vedením RNDr. Václava Cílka, která doporučila speciální formu ochrany brdské přírody. Mezitím však bylo rušení dalších vojenských újezdů pozastaveno a na čas převážila teze, že samotný režim vojenských újezdů představuje pro přírodu na jejich území dostatečnou ochranu. Od dalšího rušení vojenských újezdů odrazovala také zkušenost s obtížností a nedokonalostí pyrotechnické očisty, zkušenost s vyhlášením CHKO na části vojenského újezdu Boletice a kolize této ochrany s vojenským výcvikem i hospodářským využíváním lesa. V roce 2005 přišla rokycanská okresní hospodářská komora s návrhem na odvojenštění a civilní využití Brd zejména pro turistické, rekreační a sportovní účely, bez důrazu na ochranu přírody. Protireakcí byl vznik občanského sdružení BRDY – Res publica a jeho protinávrh, tzv. Projekt Brdy, který rovněž navrhoval zrušení VÚ Brdy, ale na jeho místě navrhoval zřídit národní park a v dalších částech Brdské vrchoviny chráněnou krajinnou oblast. OHK Rokycany od svého návrhu ustoupila ve prospěch konkurenčního projektu, ale ministerstvo obrany oba návrhy striktně odmítlo s tím, že VÚ Brdy je perspektivní a nezbytný pro výcvik AČR a složek integrovaného záchranného systému. Občanské sdružení ve svých návrzích pokračovalo, ale zmírnilo je na požadavek zřízení CHKO, což by nevylučovalo ani koexistenci s vojenským újezdem – i to však ministerstvo obrany odmítalo.
V letech 2006–2009 se stal politickým tématem plán na výstavbu radaru americké protiraketové obrany v Brdech. To přitáhlo k otázce Brd pozornost, jejímž důsledkem bylo i zpřístupnění některých okrajových částí újezdu od roku 2007 a zvýšená vstřícnost ministerstva obrany vůči veřejnosti. Záměr na zřízení CHKO získával politickou podporu zejména u obcí na Plzeňsku, zatímco na Příbramsku, kde převládaly jiné politické preference, byl převážně ignorován. Zkušenosti z pyrotechnické asanace v bývalém VÚ Dobrá Voda byly již lepší než z újezdů po sovětské armádě, a také nástup světové finančně-hospodářské krize v roce 2009 vedl ministerstvo obrany k přehodnocení priorit. V roce 2010 zpracovalo Bílou knihu o obraně, v níž se objevil návrh na tzv. optimalizaci vojenských újezdů, spočívající především v redukci jejich rozlohy a úplném zrušení jednoho z nich. Byla sestavena Komise pro optimalizaci vojenských újezdů.
Ministerstvo obrany oznámilo 6. dubna 2011 svůj záměr zrušit některý z vojenských újezdů, přičemž nejpravděpodobněji to měl být vojenský újezd Brdy. Současně s tím byl zmiňován i záměr zajistit vhodným stupněm ochrany uchování zdejšího přírodního bohatství a zdrojů pitné vody.
Na jednání v červenci 2011 v Jincích, jehož se účastnil i ministr obrany a ministr životního prostředí, byla nastíněna představa, že by na místě zrušeného vojenského újezdu vzniknout CHKO. Tuto myšlenku v září 2011 ve Strašicích naprostou většinou přítomných podpořil reprezentativně obsazený seminář „O ochraně Brd povojenských“. V letech 2011 a 2012 byly v diskusích zvažovány dva modely – vyhlášení přírodního parku, nebo CHKO, přičemž postupně převážila myšlenka CHKO, kterou podporovalo i ministerstvo obrany, mj. i na základě pozitivních zkušeností ze zrušeného újezdu Dobrá Voda.
Ministerstvo životního prostředí zadalo Agentuře ochrany přírody a krajiny vypracovat analýzu, jaký režim ochrany přírody má být na území dosavadního újezdu zvolen. Agentura navrhla dvě varianty, buď přírodní park a síť maloplošných zvláště chráněných území, nebo vyhlásit chráněnou krajinnou oblast, která by kromě dosavadního újezdu zahrnovala i území dnešních přírodních parků Hřebeny a Třemšín ve Středočeském kraji a Radeč a Trhoň v Plzeňském kraji. Území má na Příbramsku zasáhnout do katastrálních území řady obcí (například Příbram, Jince, Hluboš, Obecnice, Podlesí, Bohutín) i mimo stávající přírodní parky, zatímco na Dobříšsku, Mníšecku, Berounsku ani Rokycansku se území ochrany rozšiřovat nemá. Agentura preferovala variantu zřízení CHKO. Návrh zřídit národní park byl také zvažován, avšak byl zamítnut, protože pro tuto formu ochrany nesplňuje území potřebné parametry. Původní návrhy uvažovaly zahrnout do přírodního parku či do CHKO i Jižní Brdy včetně některých okolních vesnic i samotného města Rožmitál pod Třemšínem, zredukovaný plán již do CHKO žádné větší sídelní celky nezahrnoval. Nepreferovaná varianta zřízení přírodního parku Brdy počítala se zřízením 47 maloplošných chráněných území včetně deseti tzv. evropsky významných lokalit uvnitř velkoplošného území a dalších 7 maloplošných lokalit v jeho blízkosti.
Ke zřízení CHKO Brdy se přiklánělo i občanské sdružení BRDY – Res publica i hejtmani Středočeského a Plzeňského kraje a ministr životního prostředí Tomáš Chalupa. Ministerstvo obrany navrhovalo, aby lesy zůstaly ve správě státního podniku Vojenské lesy a statky ČR. Ministr Alexandr Vondra na jaře 2011 sliboval, že armáda nedopustí rozprodání Brd developerům ani devastaci tamější přírody. Ředitel AOPK ČR František Pelc v dopise starostům vyzdvihl kromě ochrany přírody též přínos CHKO pro cestovní ruch včetně lepšího přístupu k dotacím a zpřístupnění některých cest. Výstavba rekreačních objektů má být mimo I. zónu možná, pokud nenaruší ráz krajiny a nebude mít negativní vliv na přírodně cenné lokality.
Negativy pro obce mohou být omezení ve výstavbě silnic a sídelních celků či v zimní údržbě silnic (zákaz solení) a zvýšený provoz. Starosta Příbrami se obával, aby nebyla ohrožena výstavba jihovýchodního obchvatu Příbrami a na něj navazujícího spojení na západ směrem na Plzeň a údolím Litavky směrem k dálnici D5. Ochrana by omezila chov nepůvodní zvěře (bažanti, mufloni, daňci) i například konání automobilových a motocyklových soutěží. Problémem bylo také rozdělení území mezi obce. Středočeský kraj a skupina obcí z Příbramska požadovaly zachovat celé území dosavadního vojenského újezdu ve Středočeském kraji, zatímco Plzeňský kraj a jeho obce si nárokovaly části jeho území přiléhající k území kraje.
Ministerstvo životního prostředí rozeslalo obcím po obvodu újezdu k připomínkování a vyjádření předběžný návrh na vyhlášení CHKO. Podle výsledku pak měl být buď zahájen proces vyhlašování CHKO, nebo by kraje vyhlásily přírodní parky. 17. ledna 2012 uveřejnil server iDnes.cz zprávu o jednání ministra životního prostředí s obcemi, podle níž se vedle záměru zřízení CHKO opět zvažovaly i varianty zřízení více menších chráněných území. V květnu 2013 byly průzkum a připomínky obcí vyhodnoceny, většina z nich byla pro variantu CHKO a kolem srpna 2013 byl proto oficiálně zahájen proces jejího vyhlašování. Proti zrušení vojenského újezdu bojovalo dřívější vedení města Příbram, teprve nové vedení města po komunálních volbách v roce 2014, koalice ANO a TOP 09, se jasně vyjadřovala ve prospěch zrušení VÚ Brdy a vyhlášení CHKO.

## Zrušení vojenského újezdu a vyhlášení CHKO
Přestože v nové vládní koalici měli velký vliv odpůrci zrušení vojenského újezdu, což vedlo ke zbrzdění přípravy zákona, Poslanecká sněmovna na svém zasedání v pátek 12. prosince 2014 odsouhlasila návrh zákona, kterým je od 1. ledna 2016 zrušen vojenský újezd Brdy, stanoveny hranice vojenských újezdů a změněny hranice krajů. Pro schválení zákona se vyslovilo 99 ze 176 přítomných poslanců, 45 poslanců bylo proti. Dne 14. ledna 2015 byl uvedený návrh zákona schválen i Senátem, poté jej podepsal prezident republiky Miloš Zeman a ve Sbírce zákonů vyšel pod č. 15/2015. V návaznosti na to vláda 12. října 2015 schválila nařízení, kterým na území bývalého vojenského újezdu vyhlásila chráněnou krajinnou oblast.